# Nesophontes micrus
Nesophontes micrus är en utdöd däggdjursart som beskrevs av Glover Morrill Allen 1917. Nesophontes micrus ingår i släktet Nesophontes och familjen Nesophontidae. IUCN kategoriserar arten globalt som utdöd. Inga underarter finns listade i Catalogue of Life.
Arten levde på Kuba och på mindre öar i samma region. Den är för vetenskapen bara känd från upphittade kvarlevor och från ugglors spybollar. Skelett påträffades tillsammans med rester av råttor och möss. Därför antas det att arten dog ut kort efter européernas ankomst i Västindien. Antagligen klarade den inte konkurrensen från introducerade djur. Undersökningar tyder på att Nesophontes micrus åt insekter.